# Чарушин, Евгений Иванович
Евге́ний Ива́нович Чару́шин (29 октября [11 ноября] 1901, Вятка — 18 февраля 1965, Ленинград) — советский график, скульптор и писатель. Сын архитектора И. А. Чарушина.

## Биография

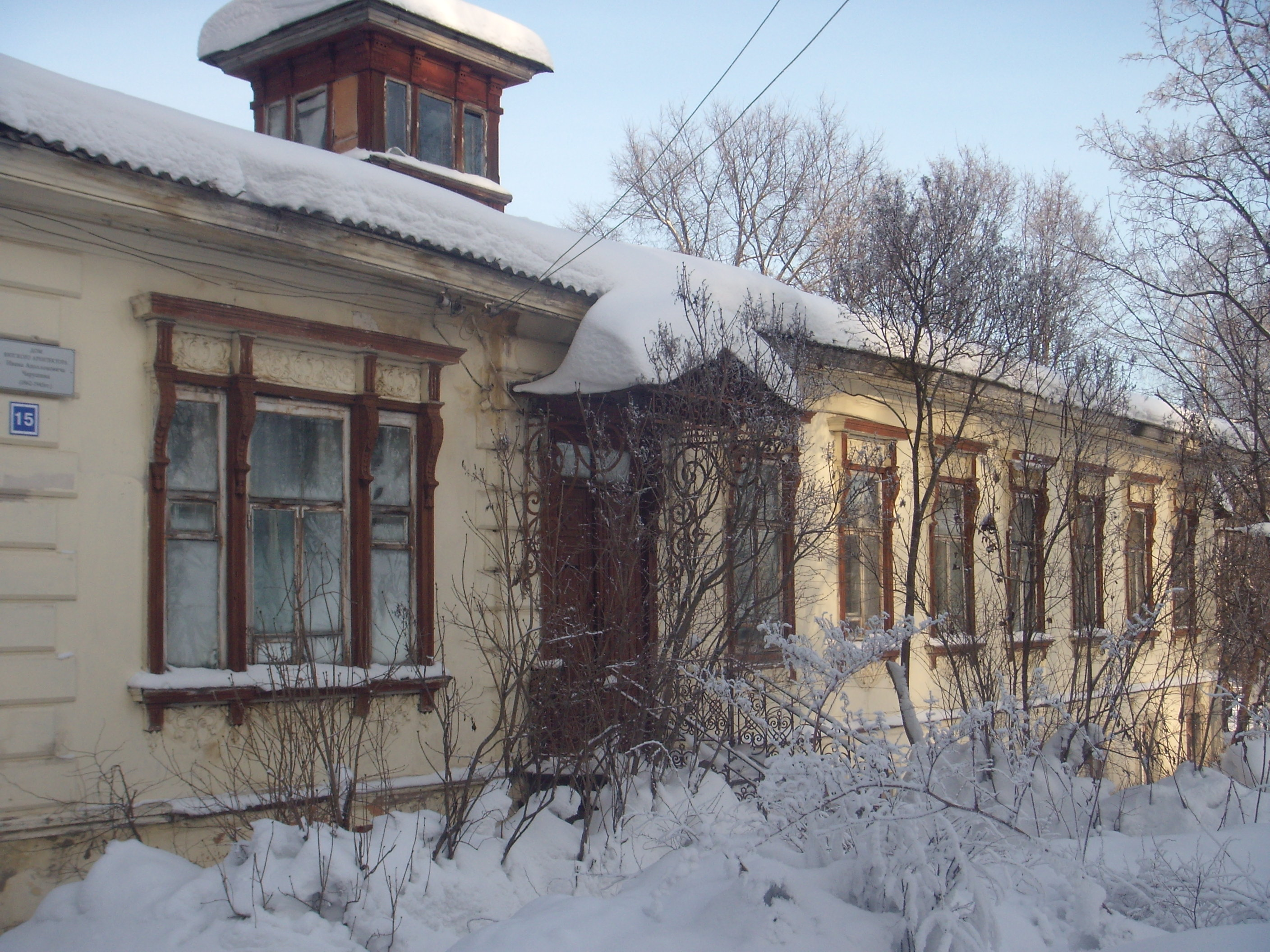
Дом, в котором прошли детские и юношеские годы Чарушина в Вятке.

Родился 29 октября (11 ноября) 1901 года в Вятке, в семье Ивана Аполлоновича Чарушина, главного губернского архитектора, оказавшего влияние на застройку многих городов Прикамья и Предуралья. С детства рисовал, обучаемый отцом. С этого же времени на протяжении всей жизни был дружен с родившимся в Вятке художником Ю. А. Васнецовым.
В 1918 году окончил среднюю школу и был призван в Красную Армию. Работал помощником декоратора в культпросвете Политотдела штаба Красной Армии Восточного фронта.
В 1922 году по окончании службы, пришедшейся на гражданскую войну, вернулся в Вятку. Учился в декоративных мастерских Вятского губернского военкомата.
Осенью 1922 года переехал в Петроград. Поступил на живописный факультет в Петербургской Академии художеств (ВХУТЕИН), где занимался пять лет, у педагогов А. Е. Карева, А. И. Савинова.
В 1922—1927 годах посещал Мастерскую пространственного реализма М. В. Матюшина, пока формально не был его студентом.
В 1927 году закончил ВХУТЕИН.
С 1927 года начал работу в Детском отделе Госиздата, художественным редактором которого был В. В. Лебедев, ставивший перед собой задачу создания принципиально новой детской книги, высокохудожественной и познавательной. Лебедев принял Чарушина, и помог ему сформировать его личный стиль, связанный прежде всего с изображениями животных. Первой книгой, иллюстрированной Евгением Чарушиным, был рассказ В. В. Бианки «Мурзук».
Е. И. Чарушин испытал сильное влияние В. В. Лебедева в формировании собственного художественного стиля в графике.
В 1928 году начинающий художник и писатель женился на землячке Наталье Зоновой, с женой жил дружно.
Через 6 лет родился единственный наследник и продолжатель дела отца Никита.
В 1930 году, при участии и помощи С. Я. Маршака, начал работать в детской литературе, писал небольшие рассказы для детей о жизни животных. Заслужил похвалу Максима Горького. До войны создал около двух десятков книг: «Птенцы», «Волчишко и другие», «Облава», «Цыплячий город», «Джунгли — птичий рай», «Животные жарких стран» и другие.
Написал рассказы «Что за зверь?», «Страшный рассказ», «Удивительный почтальон», «Яша», «Верный Трой», «Кот Епифан», «Друзья», серии рассказов про Тюпу и про Томку.
Иллюстрировал собственные книги «Волчишко и другие» (1931), «Никитка и его друзья» (главный герой — сын автора, Н. Е. Чарушин, 1938), «Про Томку» (1957)
Создавал иллюстрации для книг других авторов — С. Я. Маршака, М. М. Пришвина, В. В. Бианки.
Последним изданием, оформленным художником, стала книга С. Я. Маршака «Детки в клетке».
Постоянный автор журнала «Чиж» как писатель и художник.
Книги Чарушина переведены на языки народов России и некоторых зарубежных стран.
Книги и рисунки Чарушина для детей младшего возраста вместе с познавательными целями органически сочетаются с воспитанием этического сознания и любви к природе.
Биобиблиографический справочник «Писатели Ленинграда» (1982) характеризует Евгения Чарушина:

…Прозаик, детский писатель. В течение многих лет иллюстрировал книги Чуковского, Маршака, Пришвина, Бианки и других детских писателей. В 1930 был напечатан первый его рассказ для детей. С тех пор писатель и художник Е. И. Чарушин опубликовал много иллюстрированных книжек для детей младшего школьного возраста о зверях, птицах, об охоте, о детях. Его иллюстрации, эстампы, фарфоровая скульптура, книги экспонировались на многих международных выставках в Софии, Лондоне, Париже.
В 1941 году после начала войны эвакуировался из Ленинграда в Киров. Рисовал плакаты для «Окон ТАСС», писал картины на партизанскую тему, оформлял спектакли в Кировском театре драмы. Выполнил росписи в здании Дворца пионеров по проекту архитектора Л. И. Чинёнова.
В 1945 году вернулся в Ленинград. Продолжал работать в книге; создал серию эстампов с изображениями животных. Занимался скульптурой и мелкой пластикой (в фарфоре), преимущественно анималистикой; делал эскизы росписи для чайных сервизов на Ленинградском фарфоровом заводе. Эстампы и мелкая фарфоровая пластика по духу близки книжным иллюстрациям художника.
Умер 18 февраля 1965 года в Ленинграде, похоронен на Богословском кладбище (Пискарёвская дорога, уч. 74).

## Семья
Жена — Наталья Зонова.
Сын — Никита Евгеньевич Чарушин. Работы Н. Е. Чарушина, иллюстратора произведений, хранятся в Третьяковской галерее, Русском музее, галереях зарубежных стран.
Внучка — Наталья.

## Адреса в Ленинграде

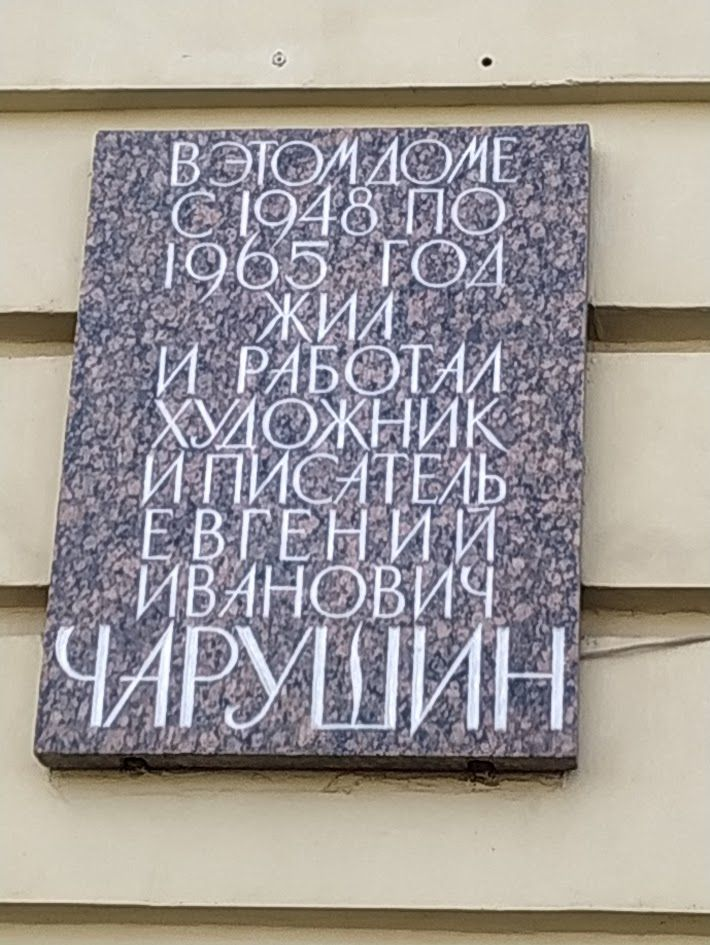

- 1929 — набережная канала Грибоедова, дом 46[5].
- 1930-е — 1941, 1944—1947 — улица Рентгена, 7
- 1948 — 18 февраля 1965 года — набережная реки Фонтанки, дом 50.
- 18 февраля 1965 года — 28 октября 1975 года — Брюсовская улица, дом 26.

## Награды и звания
- Заслуженный деятель искусств РСФСР (1945)
- Золотая медаль (1965, присуждена посмертно) на Международной выставке детской книги в Лейпциге.

## Книжные иллюстрации
- Бианки В. Мурзук (М.- Л.: ГИЗ) 1928. (переизд. 1932)
- Лесник А. Волк (М.- Л.: ГИЗ). 1928
- Бианки В. Рассказы об охоте (М.- Л.: ГИЗ)1929. (переизд. 1931)
- Бианки В. Теремок 1929.(М.: ГИЗ)
- Бианки В. Чёрный сокол 1929.(М.- Л.: ГИЗ)
- Смирнова Н. Как Мишка большим медведем стал (М.- Л.: ГИЗ) 1929.(переизд. 1930, 1931, 1966, 1968, 1980 — в кн. «Мир Чарушина»)
- Лесник А. Встречи в лесу (М.: ГИЗ)1930
- Смирнова Н. Про курочку (М.- Л.: ГИЗ)1930
- Берггольц О. Пыжик (М.- Л.: ГИЗ)1930
- Бианки В. Красная горка (М.- Л.: ГИЗ)1930 (переизд. 1961, 1962, 1965)
- Флейрон С. Стрикс (История одного филина)1930 (М.- Л.: Молодая гвардия)
- Робертс Ч. Избранные рассказы: Рис. Чарушина и Курдова (М.- Л.: ГИЗ)1931
- Бианки В. Первая охота (М.- Л.: Молодая гвардия)1933 (переизд. 1935, 1936, 1937, 1950, 1951, 1954, 1970, 1972, 1973, 1980 — в кн. «Мир Чарушина»)
- Чуковский К. Цыплёнок (М.- Л.: Детгиз)1934 (переизд. 1937, 1938, 1940, 1955, 1958, 1966)
- Маршак С. Детки в клетке (М.: Издательство детской литературы)1935 (переизд. 1936, 1939, 1947, 1953, 1956, 1957, 1960 в 2 изд-вах, 1964, 1965, 1966, 1967)
- Пришвин М. Зверь бурундук (М.- Л.: Детиздат)1935 (переизд. 1936 в 2 изд-вах.)
- Пришвин М. Ярик (М.- Л.: Детиздат)1936 (переизд. 1937)
- Арсеньев В. К. Дерсу Узала (М.- Л.: Детиздат) 1936(переизд. 1944)
- Введенский А. И. Щенок и котёнок (М.- Л.: Детиздат) 1937
- Олешек — золотые рожки: Сказки северных народов (М.- Л.: Детиздат)1937 (переизд. 1949, 1959)
- Маршак С. Мой зоосад (М.- Л.: Детиздат)1938
- Ушинский К. Бишка (М.- Л.: Детиздат)1938
- Шварц Е. Красная Шапочка (М.: Детиздат)1938
- Сетон-Томпсон Э. Королевская Аналостанка 1941 (М.- Л.: Детиздат)
- Бианки В. Чей нос лучше? Рис. Чарушина и Рачёва (М.- Л.: Детгиз)1942
- Дьяков В. Красная Армия (М.: Детгиз)1942
- Дьяков В. Песенки-байки (М.: Детгиз)1942
- Песенки-байки (Киров: Кировское областное изд-во)1942
- Бианки В. Плавунчик (М.- Л.: Детгиз)1946
- Белышев И. Упрямый котёнок (М.- Л.: Детгиз1946) (переизд. 1948, 1955)
- Мамин-Сибиряк Д. Н. Рассказы и сказки. Рис. Чарушина и Кобелева (М.- Л.: Детгиз)1948
- Русские сказки про зверей (собрала О.Капица) (М.- Л.: Детгиз)1948 (переизд. 1951)Ч
- Бианки В. Кузя двухвостый (М.- Л.: Детгиз)1948
- Бианки В. Рассказы и сказки. Рис. Чарушина, Курдова, Ризнича, Тырсы (М.- Л.: Детгиз)1949 (переизд. 1951, 1956, 1960, 1963, 1967)
- Горький М. Воробьишко (М.- Л.: Детгиз)1949 (переизд. 1956, 1962, 1968, 1971, 1972)
- Любимые сказки (в обработке А.Толстого и М.Булатова) 1949(М.- Л.: Детгиз)
- Лиса и заяц: русская народная сказка в обработке А.Толстого (М.- Л.: Детгиз)1950
- Мамин-Сибиряк Д. Аленушкины сказки (М.- Л.: Детгиз)1951
- Бианки В. Лесные были и небылицы. Рис. Чарушина и, Курдова (Л.: Лениздат)1952 (переизд. 1957, 1969)
- Бианки В. Мишка-Башка (М.- Л.: Детгиз)1952 (переизд. 1953, 1961, 1996 — Росмэн)
- Сказки Севера (в обработке Г.Меновщика) (М.- Л.: Детгиз)1953
- Карнаухова И. Избушка на опушке (Л.: Детгиз)1953
- Бианки В. Мастера без топора (Л.: Детгиз)1954
- Сладков Н. Медвежья горка (М.- Л.: Детгиз)1954 (переизд. 1967, 1968)